# فرودگاه گلفیتو
فرودگاه گلفیتو (به انگلیسی: Golfito Airport) یک فرودگاه همگانی با کد یاتا GLF است که یک باند فرود آسفالت دارد و طول باند آن ۱۴۰۰ متر است. این فرودگاه در کشور کاستاریکا قرار دارد و در ارتفاع ۱۵ متری از سطح دریا واقع شده‌است.